# Hodayot
Hodayot (hebreiska: הודיות) är en ort i Israel.   Den ligger i distriktet Norra distriktet, i den norra delen av landet. Hodayot ligger 287 meter över havet och antalet invånare är 280.
Terrängen runt Hodayot är kuperad norrut, men söderut är den platt.Runt Hodayot är det tätbefolkat, med 982 invånare per kvadratkilometer. Närmaste större samhälle är Nasaret, 15,7 km sydväst om Hodayot. Trakten runt Hodayot består till största delen av jordbruksmark.